# ميخائيل سكوت مورتون
ميخائيل سكوت مورتون (بالإنجليزية: Michael Scott Morton)‏ هو مهندس بريطاني، ولد في 25 أغسطس 1937.